# Orthocosa sternomaculata
Orthocosa sternomaculata är en spindelart som först beskrevs av Cândido Firmino de Mello-Leitão 1943. 
Orthocosa sternomaculata ingår i släktet Orthocosa och familjen vargspindlar. Inga underarter finns listade i Catalogue of Life.